# José Nova Alcántara
José Manuel Nova Alcántara (24 de julio de 1997) es un deportista dominicano que compite en judo. Ganó dos medallas de bronce en los Juegos Panamericanos de 2023, en las categorías de +100 kg y equipo mixto.

## Palmarés internacional
| Juegos Panamericanos | Juegos Panamericanos | Juegos Panamericanos | Juegos Panamericanos |
| Año                  | Lugar                | Medalla              | Categoría            |
| -------------------- | -------------------- | -------------------- | -------------------- |
| 2023                 | Santiago (Chile)     | Medalla de bronce    | +100 kg              |
| 2023                 | Santiago (Chile)     | Medalla de bronce    | Equipo mixto         |